# ヘテロティック弦理論
ヘテロティック弦理論（ヘテロティックげんりろん、英語: heterotic string theory）とは、ボゾン的な弦理論と超弦理論を組み合わせて作られた理論である。弦理論では、弦の右巻きの自由度の励起と左巻きの自由度の励起はほとんど独立であるため、左巻きの自由度はボゾン弦の定義される26次元の時空に存在し、右巻きの自由度は超対称な弦の定義される10次元に存在すると考えて理論を構築することが出来る。
16次元分の差は、自己双対な偶格子（線形空間の離散部分群）による商空間としてコンパクト化されなければならない。16次元の自己双対な偶格子としては2つの可能性があり、それが2種類のヘテロティック弦理論となる。これらは10次元時空上の理論としては、ゲージ群が異なる。一つはSO(32)（HO弦）で、もう一つはE8×E8（HE弦）である。
10次元で {\displaystyle {\mathcal {N}}=1} の超重力理論と結合できるアノマリーのないゲージ群として許されるのは、この2つしかないこともわかる。
ヘテロティック超弦理論は、1985年にグロス、ハーヴィー、マーティネック、ローム（プリンストンストリングカルテットと呼ばれる）によって最初に考え出され、第1次ストリング革命を刺激する仕事の一つとなった。翌年の1986年、ストロミンジャーは超対称性に関する必要十分条件であるストロミンジャー方程式を導出した。1990年代には、HO弦理論（摂動論の範囲では、閉じた弦のみの理論）の強結合極限がタイプI超弦理論（開弦を含む理論）となるが明らかにされた。この関係はS双対性と呼ばれる。一方、HE弦理論の強結合極限はM理論を線分（境界にホジャヴァ＝ウィッテンドメインウォールが存在）でコンパクト化した理論となる。